# Ali Mohammed Ghedi

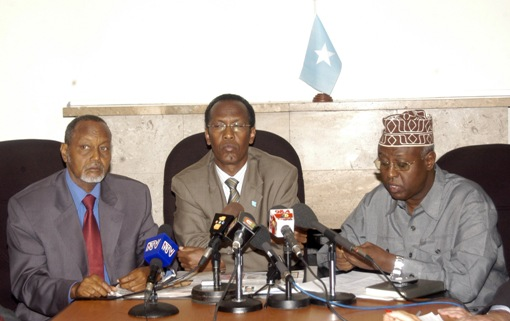
Ali Mohammed Ghedi (al centro)

Ali Mohammed Ghedi (Mogadiscio, 1952) es un cirujano veterinario y un funcionario de la Unión Africana; era relativamente desconocido en círculos políticos cuando lo designaron como primer ministro de Somalia en noviembre de 2004.
Prometió formar un gobierno inclusivo, y esforzarse para la reconciliación entre los señores de la guerra de Mogadiscio. Ghedi no estaba ligado a ninguno de los grupos armados de Somalia durante la guerra, renunció a la jefatura de gobierno somalí en octubre de 2007.
- Datos: Q355468
- Multimedia: Ali Mohammed Ghedi / Q355468